# Gloucester House (Mayfair)
Pour les articles homonymes, voir Gloucester (homonymie).
Le Gloucester House est un bâtiment historique situé au numéro 137 de Piccadilly, à Londres, à l'angle d'Old Park Lane.
Le bâtiment initial est construit au cours du début du règne du roi George III (r. 1760-1820) et acquiert une importance historique en tant qu'emplacement où Thomas Bruce, 7ème comte d'Elgin, expose pendant une courte période les marbres du Parthénon avant de les revendre à la Couronne, cette dernière les conservant jusqu'à aujourd'hui au British Museum. Par la suite, le prince William Frederick, duc de Gloucester et d'Édimbourg, y réside entre 1816 et 1834, date de son décès, avant que le prince George, duc de Cambridge, n'y réside à son tour.

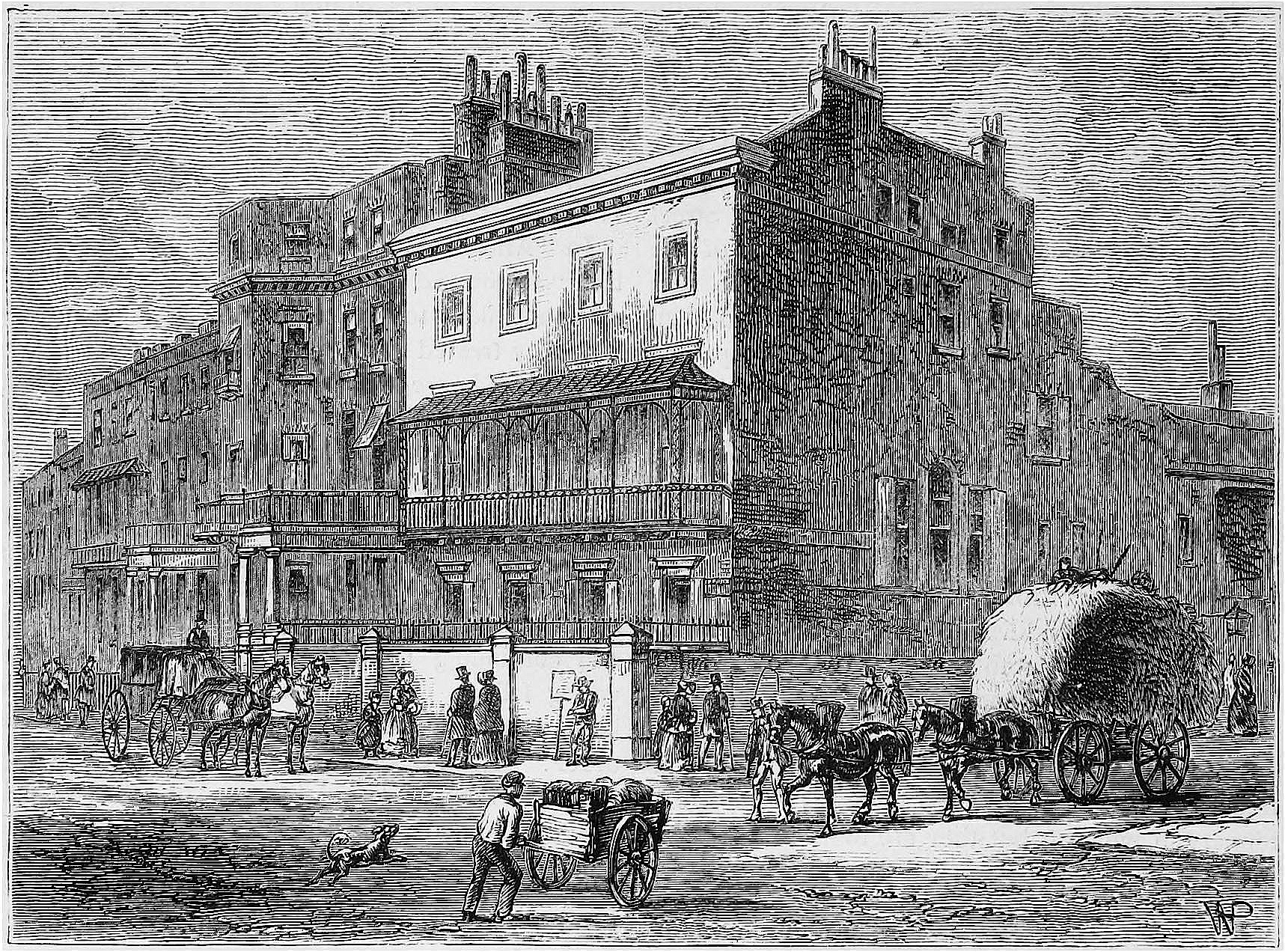
Représentation artistique du Gloucester House initial.

En 1904, à la suite du décès du duc de Cambridge, la demeure est démolie, avant d'être de nouveau reconstruite en 1938 par le promoteur immobilier Samuel Wallrock. En 1971, le premier Hard Rock Cafe est inauguré à cet emplacement.